# Тарасов (Черниговская область)
Тарасов (укр. Тарасів) — село в Козелецком районе Черниговской области Украины. Население 170 человека. Занимает площадь 1,073 км².
Код КОАТУУ: 7422080605. Почтовый индекс: 17003. Телефонный код: +380 4646.

## Власть
Орган местного самоуправления — Белейковский сельский совет. Почтовый адрес: 17004, Черниговская обл., Козелецкий р-н, с. Белейки, ул. Довженко, 18.